# Welcome to the Neighbourhood
Welcome to the Neighborhood — музичний альбом американського співака Міта Лоуфа. Виданий 14 листопада 1995 року лейблом Virgin Records, MCA. Загальна тривалість композицій становить 58:56. Альбом відносять до напрямку рок.

## Список пісень
1. Where the Rubber Meets the Road — 4:57
2. I'd Lie For You  — 6:41
3. Original Sin — 5:56
4. 45 Seconds Of Ecstacy — 1:06 — виконує Susan Wood[en]
5. Runnin' For The Red Light  — 3:59
6. Fiesta De Las Almas Perdidas — 1:27
7. Left in the Dark — 7:13
8. Not A Dry Eye In The House[en] — 5:54
9. Amnesty Is Granted — 6:09
10. If This Is the Last Kiss  — 4:34
11. Martha — 4:40
12. Where Angels Sing — 6:09